# Ruth Lilly Poetry Prize
Il Premio per la Poesia Ruth Lilly  (Ruth Lilly Poetry Prize) è un riconoscimento letterario assegnato annualmente alla carriera a un poeta statunitense.
Istituito nel 1986 dalla filantropa Ruth Lilly, pronipote e unica erede dell'imprenditore Eli Lilly, riconosce al vincitore un premio di 100000 dollari rendendo il riconoscimento tra i più ricchi nel campo della poesia.
Amministrato dalla Poetry Foundation, nel 2022, in occasione del 110º anniversario della rivista "Poetry", il premio è eccezionalmente andato a 11 poeti per un totale di 1100000 dollari di montepremi.

## Albo d'oro
1986: Adrienne Rich

1987: Philip Levine

1988: Anthony Hecht

1989: Mona Van Duyn

1990: Hayden Carruth

1991: David Wagoner

1992: John Ashbery

1993: Charles Wright

1994: Donald Hall

1995: A. R. Ammons

1996: Gerald Stern

1997: William Matthews

1998: W.S. Merwin

1999: Maxine Kumin

2000: Carl Dennis

2001: Yusef Komunyakaa

2002: Lisel Mueller

2003: Linda Pastan

2004: Kay Ryan

2005: C. K. Williams

2006: Richard Wilbur

2007: Lucille Clifton

2008: Gary Snyder

2009: Fanny Howe

2010: Eleanor Ross Taylor

2011: David Ferry

2012: W. S. Di Piero

2013: Marie Ponsot

2014: Nathaniel Mackey

2015: Alice Notley

2016: Ed Roberson

2017: Joy Harjo

2018: Martín Espada

2019: Marilyn Nelson

2020: Marilyn Chin

2021: Patricia Smith

2022: Sandra Cisneros, C. A. Conrad, Rita Dove, Nikki Giovanni, Juan Felipe Herrera, Angela Jackson, Haki R. Madhubuti, Sharon Olds, Sonia Sanchez, Patti Smith e Arthur Sze

2023: Kimiko Hahn

2024: Li-Young Lee